# Canouan
Canouan est une île de l'archipel des Grenadines appartenant à Saint-Vincent-et-les-Grenadines.

## Histoire
Les premiers habitants de Canouan furent des Indiens Caraïbes qui arrivèrent dans les Grenadines des milliers d'années avant notre ère et qui baptisèrent l'île « Hairoun ». Ils furent suivis par les Arawaks venant de l'actuel Venezuela qui introduisirent les rudiments de l'agriculture et de la pêche.
Christophe Colomb aurait été le premier européen à découvrir Canouan mais les indiens lui opposèrent une forte résistance grâce au relief et aux forêts de l'île. Des esclaves noirs qui réussirent à s'échapper des autres îles se réfugièrent sur Canouan et, en se mêlant aux Caraïbes, furent connus sous le nom de « Caraïbes noirs ». La haine commune aux deux peuples pour les Blancs leur permit de résister à toute tentative de colonisation de l'île. Au fur et à mesure que des esclaves fugitifs arrivaient, les Indiens devenaient minoritaires sur leur île. Ils permirent donc aux européens de s'installer en 1719 ce qui obligea les fugitifs à se réfugier dans les forêts.
En 1748, le traité d'Aix-la-Chapelle instaura une neutralité sur Canouan entre le Royaume-Uni et la France. Mais en 1763, les Anglais réclamèrent la souveraineté sur l'île après la première guerre contre les Caraïbes. En 1779, les Français récupèrent l'île à la suite d'une reddition des Anglais : aucun d'entre eux n'avait réussi à mettre la main sur la clef ouvrant la salle contenant l'artillerie de l'île.
Avec le traité de Versailles de 1783, les Anglais remettent la main sur Canouan mais se sont opposés dans une deuxième guerre contre les Caraïbes (ou la « guerre des brigands ») aux Caraïbes noirs menés par Duvallier et un chef indien nommé Joseph Chatoyer (ou Chatawar). En 1797, après une rude bataille, les Britanniques parviennent à cerner leurs adversaires qui choisissent la reddition. Les 5 000 Caraïbes noirs sont alors déportés vers le Honduras britannique où vivent encore leurs descendants et les derniers Caraïbes se sont retirés jusqu'à aujourd'hui dans la partie montagneuse au nord de l'île.
En 1871, Saint-Vincent, dont dépend Canouan, est rattachée aux Îles-du-Vent britanniques.
En 1969, Saint-Vincent-et-les-Grenadines obtient l'autonomie interne (le Royaume-Uni continuant à gérer les affaires étrangères et la défense) et le 27 octobre 1979, l'indépendance est totale.

## Géographie
Canouan fait partie des Petites Antilles et est située en mer des Caraïbes,  entre les îles de Union et de Moustique.
L'île mesure seulement cinq kilomètres et demi de long et deux kilomètres de large. Le nord de l'île est montagneux, couvert de forêts et peu urbanisé. Le sud est constitué d'une longue péninsule délimitant la baie de Charleston et où se concentrent habitations et infrastructures (hôtels, routes, aéroport, port, etc). Le village principal est Charlestown.
Deux petits îlots, L'Islot et Canouan Baleine, se trouvent près des côtes sud de Canouan. À l'est et au sud-est de la péninsule se trouve une barrière de corail.
Le climat est tropical et l'île peut subir le passage des cyclones tropicaux.
Le golf de Canouan, créé par Jim Fazio, est considéré comme l'un des plus beaux des Antilles car se trouvant au sommet du Mont Royal.
L'aéroport est desservi par des lignes aériennes provenant de Saint-Vincent, la Barbade, la Martinique et Porto Rico.
L'île se situe à 12°42' de latitude Nord et 61°20' de longitude Ouest.

## Économie
Canouan est touristique et attire des visiteurs grâce à ses plages, ses sites de plongée sous-marine, son golf, son casino et ses lieux de reproduction de tortues marines.
Le joueur de NBA et homme politique Adonal Foyle est originaire de cette île.
Canouan possède un aéroport (code AITA : CIW).

## Dans la culture
L'île est présente dans le jeu vidéo Grand Theft Auto Online — version en ligne de Grand Theft Auto V — en tant que nouvelle carte géographique dans la mise à jour de décembre 2020 Cayo Perico Heist[réf. nécessaire].

## Référence
- (en) Cet article est partiellement ou en totalité issu de l’article de Wikipédia en anglais intitulé « Canouan » (voir la liste des auteurs).